# 산외
산외(학명: Schizopepon bryoniaefolia)는 한국·일본·동시베리아에서 분포하는 한해살이 덩굴식물로 심산지역에서 자란다. 잎과 마주난 덩굴손이 2개로 갈라져서 물체를 감으면서 퍼진다. 잎은 난심형으로 가장자리는 모지고 톱니가 있으며 표면에 털이 있다. 꽃은 8-9월에 피고 약간 누른빛이 도는 백색이며 양성화가 달리는 포기와 수꽃이 달리는 포기가 따로 있다. 암꽃은 잎겨드랑이에 1개씩 달리고 수꽃은 총상꽃차례에 달린다. 열매는 장과(漿果)로 난형이며 길이 1cm 정도이고 1-3개의 종자가 들어 있다.